# 福斯-杜伊瓜苏
福斯-杜伊瓜苏（葡萄牙語：Foz do Iguaçu）是巴西巴拉那州的一个城市。位于巴西、巴拉圭、阿根廷三国交界的巴拉那河与伊瓜苏河汇合处。在距市区12公里有世界第二的大的水电站伊泰普水电站，28公里有着著名的伊瓜苏瀑布。该市距巴拉圭东方市仅6.5公里（每年巴西约有600万人次前往东方市购物），距阿根廷境内的伊瓜苏港10公里，距阿境内的大瀑布29公里。

## 外部連結
- OpenStreetMap上有關福斯-杜伊瓜苏的地理
- 维基共享资源上的相關多媒體資源：福斯-杜伊瓜苏